# Tag der Niedersachsen

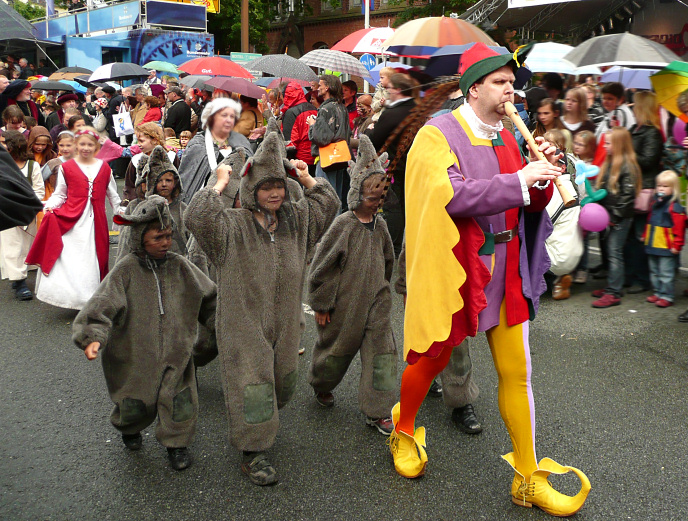
Trachtenumzug am Tag der Niedersachsen 2009 in Hameln mit dem Rattenfänger von Hameln

Der Tag der Niedersachsen (TdN) ist ein dreitägiges kulturelles Landesfest im Land Niedersachsen, das seit 1981 durchgeführt wird. Veranstaltungsort ist jeweils eine andere niedersächsische Stadt. Das Fest fand bis 2015 jährlich und danach vorübergehend alle zwei Jahre statt. Ab 2025 soll es wieder jährlich stattfinden. 

## Zweck
Bei dem Fest präsentieren die Mitwirkenden die kulturelle Vielfalt des Landes und stellen sie einem großen Publikum vor. Die Veranstaltung soll ein Ort der Begegnung sein, auch für Jung und Alt. Weitere Zwecke des TdN sind die Festigung des Landesbewusstseins, die Identifikation mit dem eigenen Land und die Steigerung des Zusammengehörigkeitsgefühls der Niedersachsen. Automatisch dient der TdN dem Ansehen von Niedersachsen und trägt auch zur Imagesteigerung der jeweils gastgebenden Stadt bei. Langfristig erhoffen sich die ausrichtenden Kommunen daraus eine Belebung des Tourismus.

## Organisation
Der TdN wird von der ausrichtenden Stadt und vom Niedersächsischen Ministerium für Inneres und Sport organisiert. Weiterer Träger der Veranstaltung ist ein Kuratorium, das aus etwa 40 Landesdachverbänden, Vereinen, Radio- und Fernsehsendern sowie den ehemaligen Ausrichterstädten besteht.
Die Veranstaltung soll im Prinzip in den Folgejahren in einer zuvor noch nicht als Ausrichtungsstadt berücksichtigten Kommune stattfinden. Ausnahmen davon waren bisher Wolfsburg als Ausrichter 1983, 2005 und 2017, Hameln als Ausrichter 1986 und 2009, Celle als Ausrichter 1981 und 2010, Aurich als Ausrichter 1982 und 2011 und Goslar als Ausrichter 1989 und 2013. Bis 2013 fand der Tag der Niedersachsen jährlich statt. Im Jahr 2014 wurde der Tag der Niedersachsen nicht durchgeführt, weil das Land Niedersachsen in diesem Jahr die Feierlichkeiten zum Tag der Deutschen Einheit am 3. Oktober in Hannover ausrichtete. Es war geplant, den so entstandenen Zwei-Jahres Rhythmus beizubehalten (mit Tagen der Niedersachsen in den ungeraden Jahren), was die ab 2020 auch in Niedersachsen aufgetretene COVID-19-Pandemie vereitelte. Deswegen wurde der für 2021 geplante Tag der Niedersachsen auf das Jahr 2022 verlegt. In den Jahren 2023 und 2024 gab es keine Tage der Niedersachsen. Im Jahr 2025 soll Osnabrück, im Jahr 2026 Braunschweig Ausrichter des Tags der Niedersachsen werden.
Obwohl es keine feste Regeln für die Bewerbung einer Kommune gibt, sollten einige Voraussetzungen erfüllt sein. Dazu gehört, dass die Ausrichterstadt eine Mindesteinwohnerzahl von 20.000 nicht unterschreitet. Die Stadt sollte ein großes Einzugsgebiet haben und über gute Verkehrsanbindungen (Straße, Schiene) verfügen. Die Örtlichkeiten der Stadt sollten für eine Großveranstaltung mit rund 200.000 Besuchern geeignet sein. Eine angespannte Haushaltslage einer Kommune hält das Niedersächsische Innenministerium für keinen Hinderungsgrund bei der Durchführung des TdN, weil die Veranstaltung von überregionalem Interesse ist.

## Teilnehmer
Am TdN nehmen viele öffentliche und private Einrichtungen teil, die in Niedersachsen aktiv sind sowie sich diesem Bundesland verbunden fühlen (wie Trachten- und Heimatvereine, Landtag, Landesämter und Ministerien, Polizei Niedersachsen, Bundespolizei, THW und Bundeswehr, Caritas, Diakonie). Zudem präsentieren sich alle bisherigen Ausrichterstädte des TdN mit eigenen Ständen. Unterstützt wird die Veranstaltung durch verschiedene öffentlich-rechtliche und private Radio- und Fernsehsender (wie NDR, Radio ffn, Antenne Niedersachsen und Radio 21), die zum einen eigene Programmbühnen mit Musik- und Tanzaufführungen haben, zum anderen auch live vom Fest berichten.

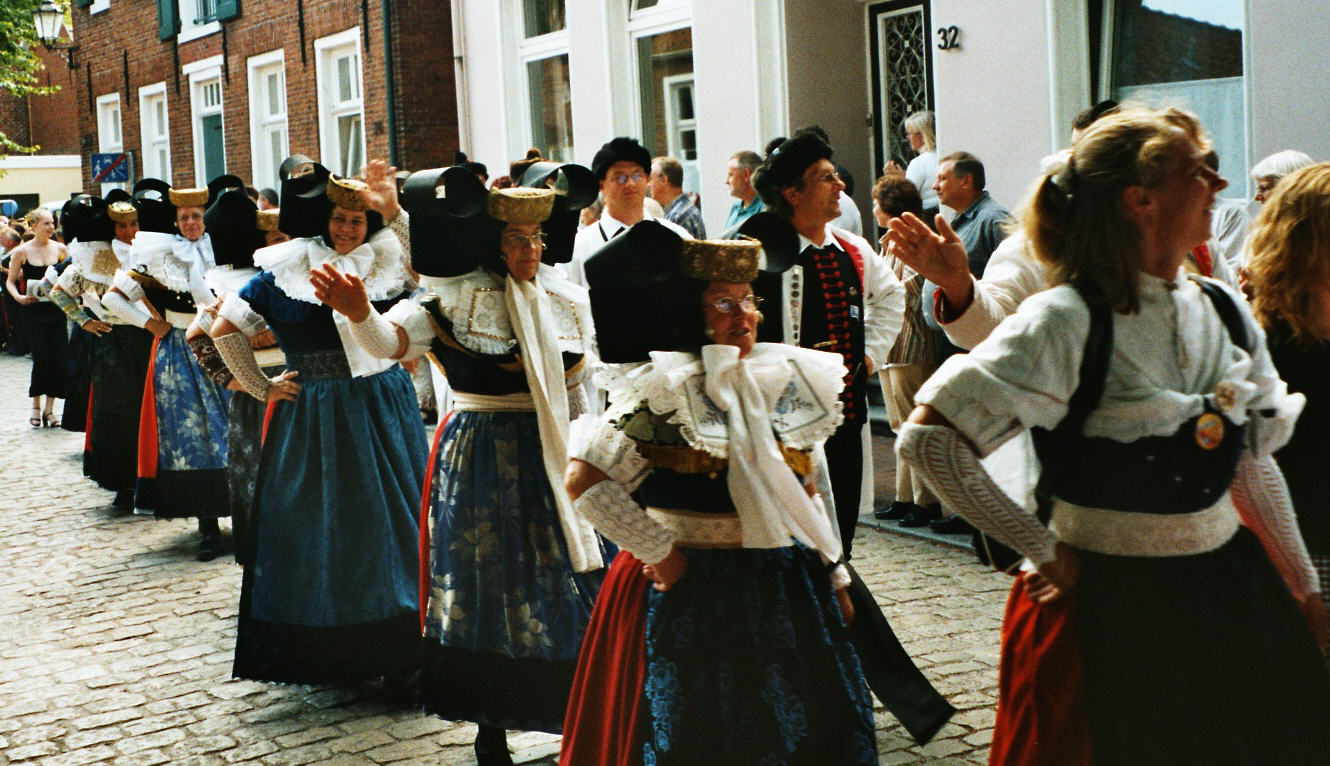
Leer 2003: Trachtenumzug
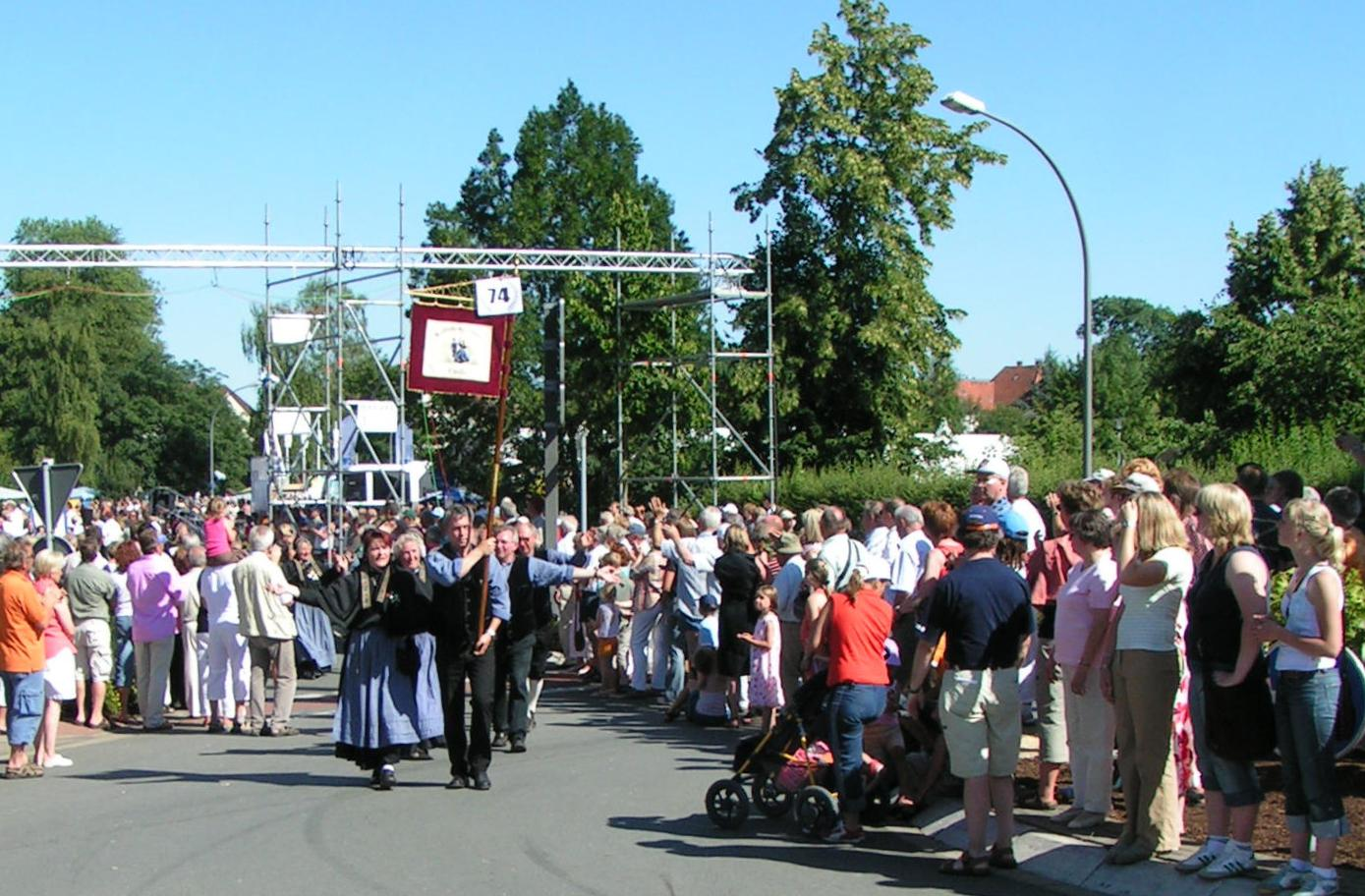
Melle 2006: Trachtenumzug
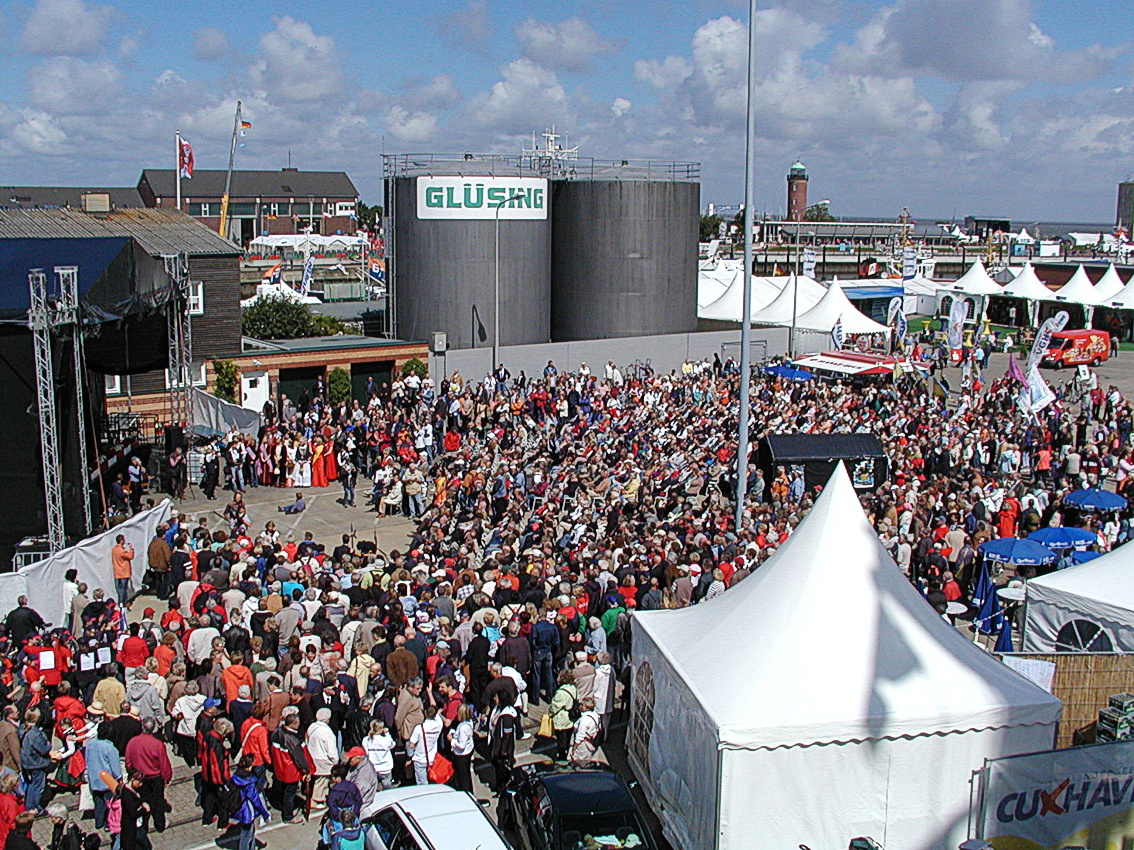
Cuxhaven 2007: Menschenmenge bei der Eröffnung
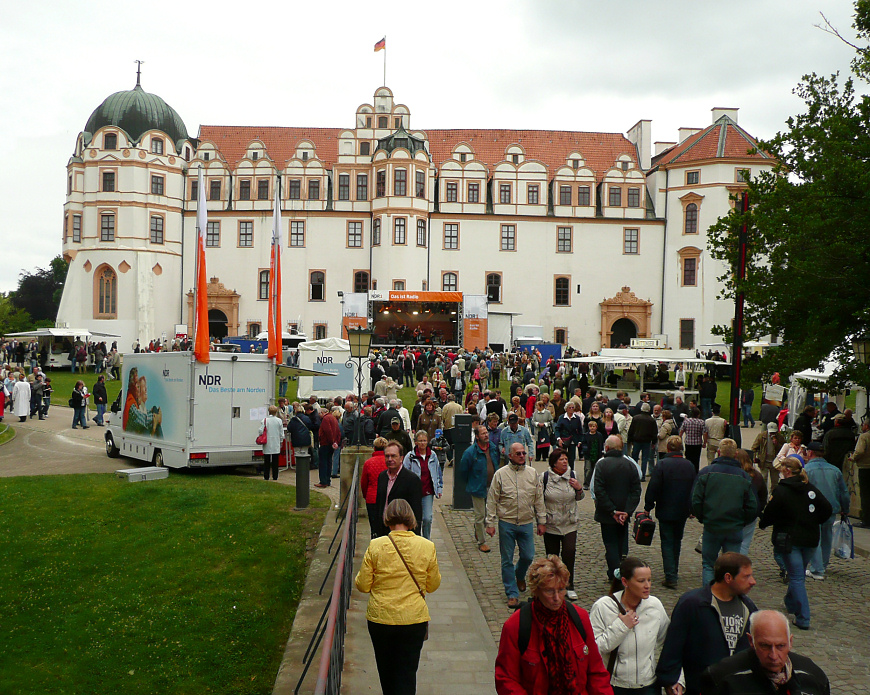
Celle 2010: Besucher vor dem Schloss Celle
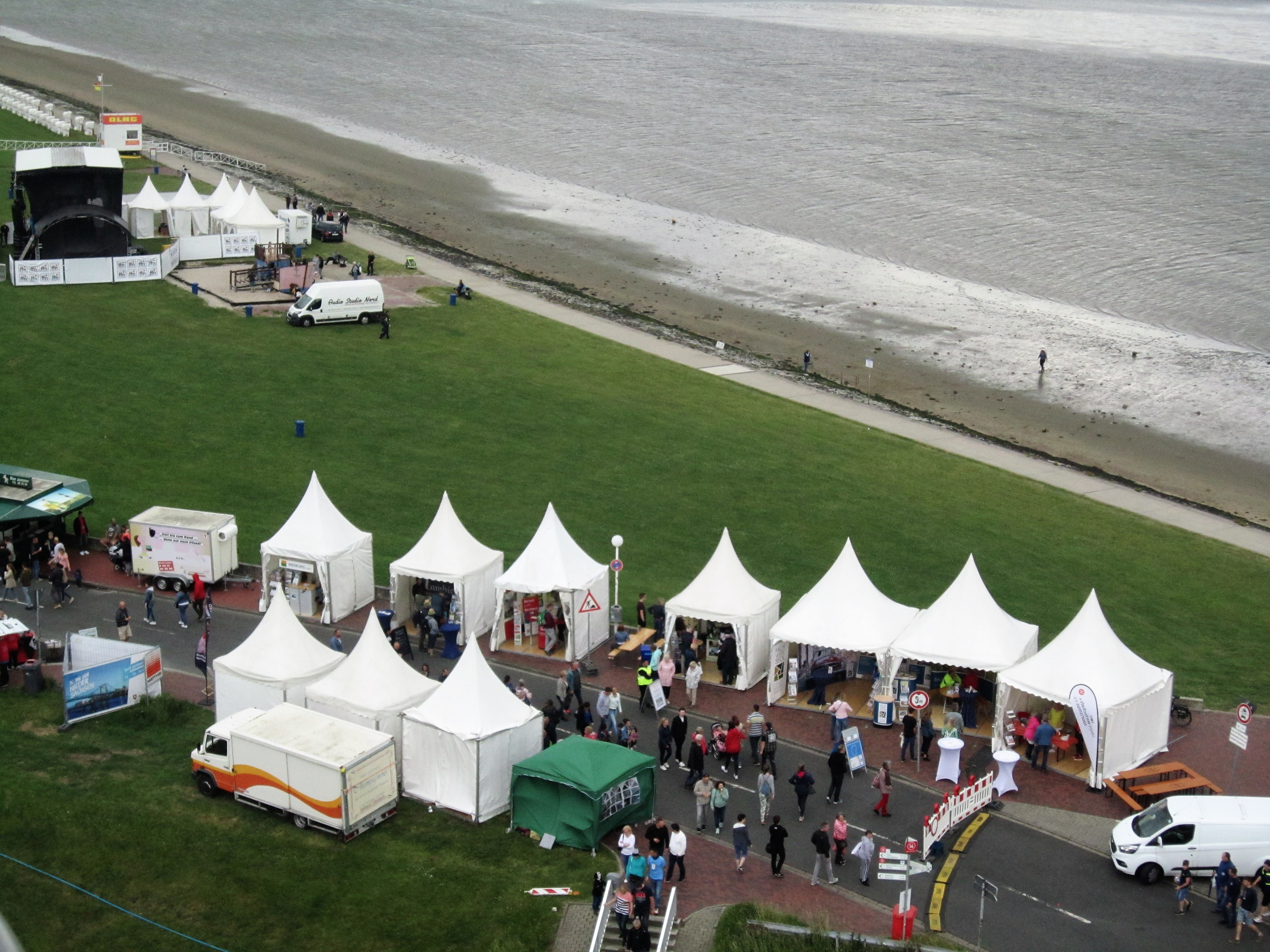
Wilhelmshaven 2019: Pavillonreihe und Showbühne am Jadebusen
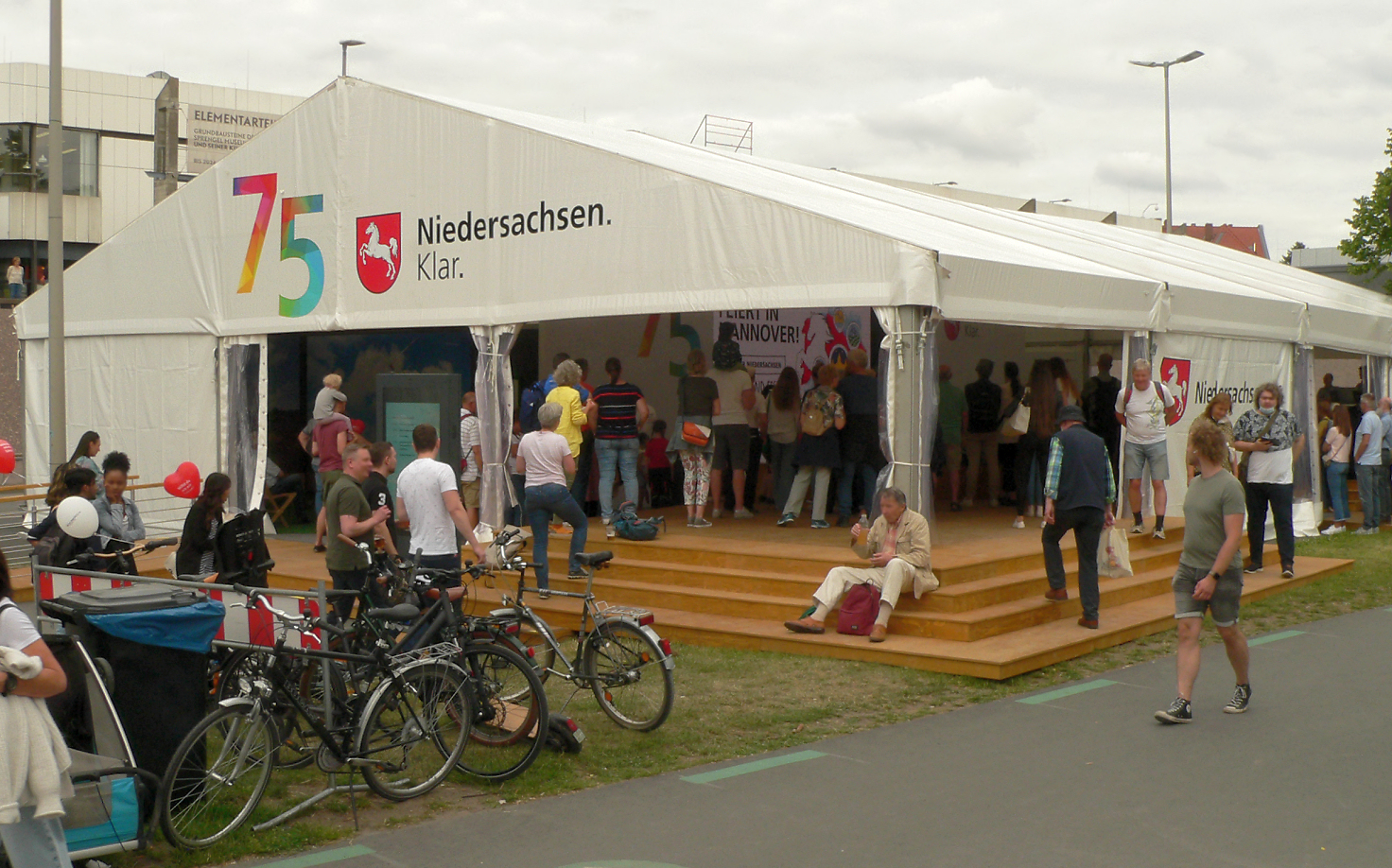
Hannover 2022: Darbietungen im Landeszelt

## Ausrichterstädte
- 1981: Celle
- 1982: Aurich
- 1983: Wolfsburg
- 1984: Hann. Münden
- 1985: Verden (Aller)
- 1986: Hameln
- 1987: Lingen (Ems)
- 1988: Uelzen
- 1989: Goslar
- 1990: Stade
- 1991: Rinteln
- 1992: Helmstedt
- 1993: Emden
- 1994: Munster
- 1995: Oldenburg
- 1996: Wolfenbüttel
- 1997: Nienburg
- 1998: Meppen
- 1999: Bückeburg
- 2000: Peine
- 2001: Lüneburg
- 2002: Northeim
- 2003: Leer
- 2004: Holzminden
- 2005: Wolfsburg
- 2006: Melle
- 2007: Cuxhaven
- 2008: Winsen (Luhe)
- 2009: Hameln
- 2010: Celle
- 2011: Aurich
- 2012: Duderstadt
- 2013: Goslar, Vienenburg und Kloster Wöltingerode
- 2015: Hildesheim
- 2017: Wolfsburg
- 2019: Wilhelmshaven
- 2022: Hannover
- 2025 (geplant): Osnabrück
- 2026 (geplant): Braunschweig

### Karte
| 1981/2010 |

| 1982/2011 |

| 1983/2005/2017 |

| 1984 |

| 1985 |

| 1986/2009 |

| 1987 |

| 1988 |

| 1989/2013 |

| 1990 |

| 1991 |

| 1992 |

| 1993 |

| 1994 |

| 1995 |

| 1996 |

| 1997 |

| 1998 |

| 1999 |

| 2000 |

| 2001 |

| 2002 |

| 2003 |

| 2004 |

| 2006 |

| 2007 |

| 2008 |

| 2012 |

| 2015 |

| 2019 |

| 2022 |

| 2025 |

| 2026 |

## Niedersachsenbuch (1981–2012)
Von 1981 bis 1983 erschien jährlich ein Taschenbuch mit dem Titel Tag der Niedersachsen, von 1984 bis 2012 das Niedersachsenbuch. Nachdem in den Publikationen von 1981 bis 1992 verschiedenste niedersächsische Themen im Niedersachsenbuch bearbeitet wurden, konzentrierten sich die Aufsätze und Artikel ab dem Niedersachsenbuch '93. Emden. ausschließlich auf Themen, welche die ausrichtende Stadt betreffen.